# Musée archéologique de Marsala
Pour les articles homonymes, voir Anselmi.
Le musée archéologique « Baglio Anselmi »  (en italien : Museo archeologico Baglio Anselmi) est un musée installé dans les bâtiments de l'ancienne cave à vin du même nom, situé à Marsala. Il conserve notamment les épaves puniques de Marsala.

## Bâtiment

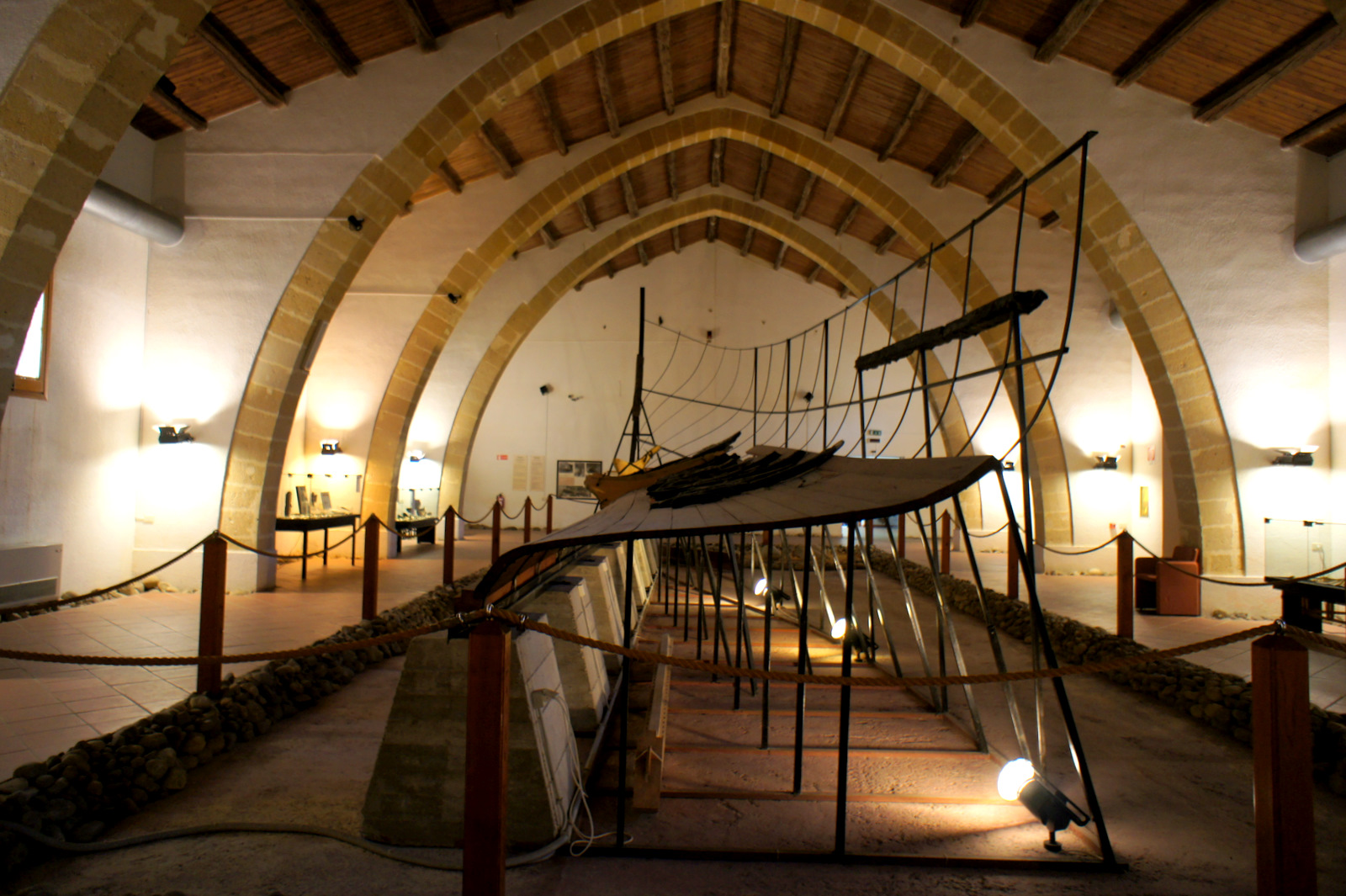
Intérieur du musée

Le musée est installé dans un ancien baglio (nom donné aux établissements agricoles fortifiés, typiques de la Sicile, comprenant des bâtiments organisés en carré autour d'une grande cour) construit vers 1880 comme entrepôt à vin. Situé à la périphérie de la ville, ce baglio a été utilisé comme musée par la région de Sicile dès 1986 et inauguré en 1999. À la fin des années 2000, il a été exproprié et acquis par l'État. Le baglio Tumbarello-Grignani régional est relié au baglio Anselmi par un passage couvert.

## Collections

### Épaves puniques de Marsala

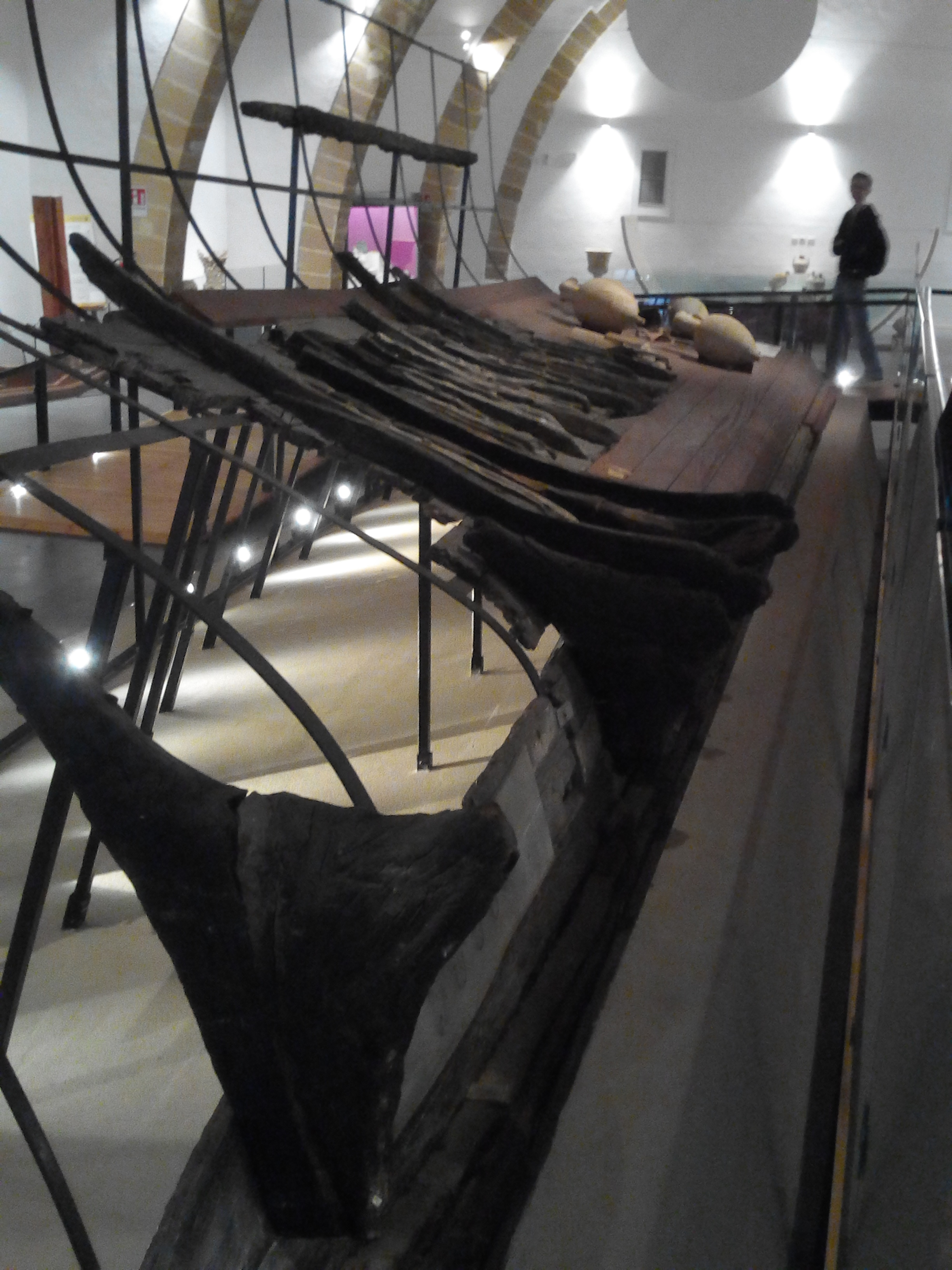
Navire punique de Marsala

Le musée a été rénové pour abriter le navire punique trouvé en 1969 dans les eaux au large de l'Isola Grande, à l'entrée nord de la lagune de Stagnone. Il s'agit certainement de l'exposition la plus importante du musée, visitée par des archéologues et des universitaires du monde entier, en tant que spécimen unique.

### Épave romaine de Marausa

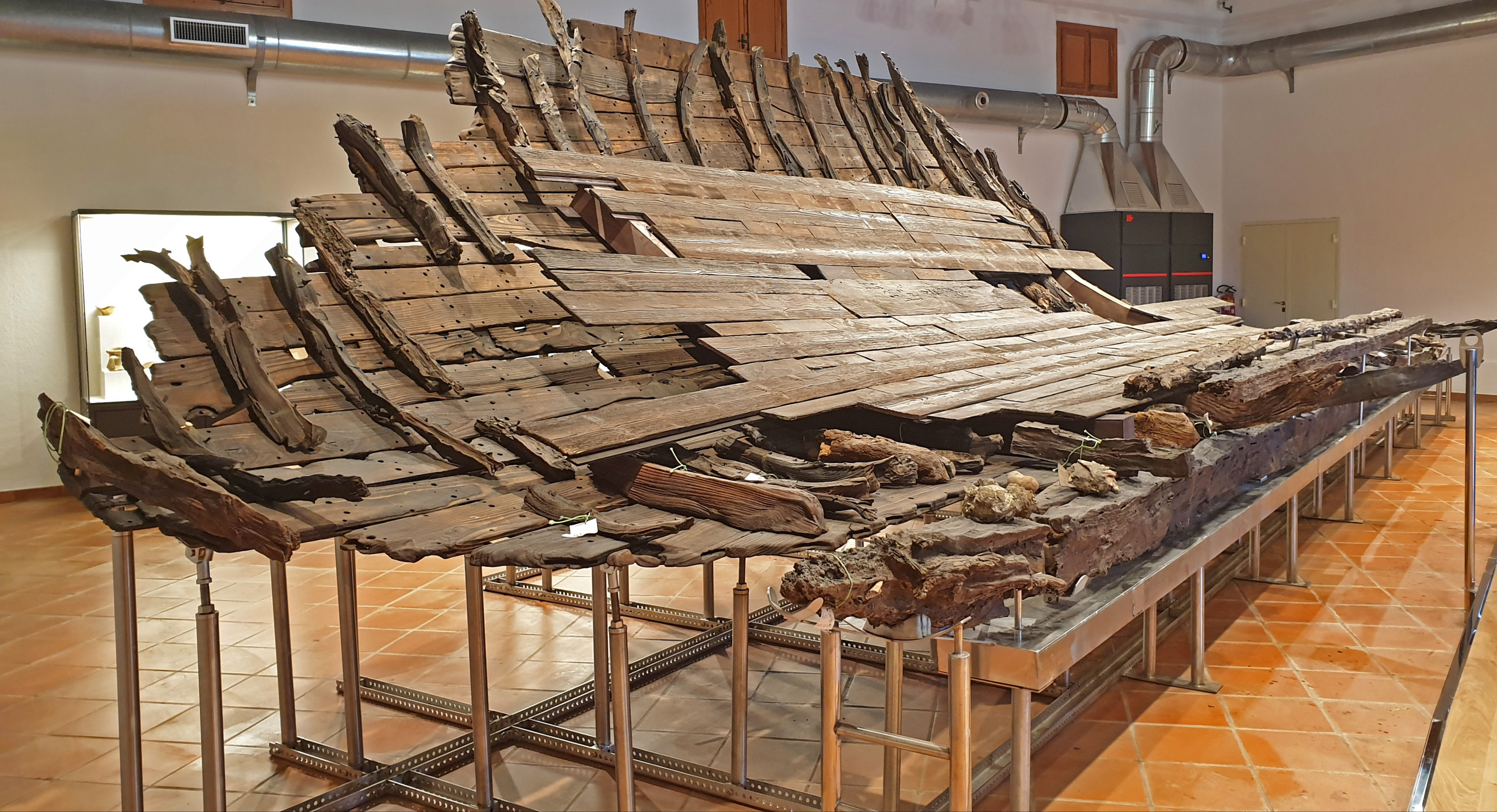
Coque du navire romain de Marausa

Depuis le 18 décembre 2015, il accueille également le navire romain de Marausa repêché en face de la côte de Trapani, exposé au public depuis avril 2019.

### Autres objets
Les autres artefacts contenus dans le musée comprennent des poteries et des terres cuites hellénistiques et romaines, ainsi qu'une série d'épigraphes gravées sur des dalles de pierre, des amphores de transport, des souches d'ancrage et des chargements d'épaves arabo-normandes coulées dans la région.
Derrière le grand bâtiment se trouvent les vastes terrains où ont été découverts les vestiges de la cité de Lilybée, avec un decumanus et des pâtés de maisons romaines dont les mosaïques sont exposées au musée.
Après les travaux de modernisation réalisés en 2016, le musée a été équipé de grands écrans, pour mieux profiter de la visite, enrichie de documents et de reconstitutions vidéo.

## Sources
1. ↑  « Copia archiviata » [archive du 1er octobre 2015] (consulté le 30 septembre 2015)
2. ↑  G. Purpura, Il relitto punico, in I luoghi e la memoria di Marsala, pp.103-106
3. ↑  Adnkronos